# Carlos Zanón
Carlos Zanón (Barcellona, 1º maggio 1966) è uno scrittore e poeta spagnolo.
Per i suoi libri di genere poliziesco la sua scrittura è stata paragonata a quelle di Manuel Vázquez Montalbán o Jim Thompson.

## Biografia
Laureato in diritto, pubblicò le sue prime poesie nel 1981. Nel 1986 fu premiato al concorso Plaza Janés come poeta esordiente per Fui una noche triste e nello stesso anno vinse inoltre il primo premio del concorso Plaza Janés con il racconto Gorda.
Nel 1989 pubblicò la sua prima raccolta di poesie, El sabor de tu boca borracha, già menzione speciale al Premio Anthropos di poesia l'anno precedente. Nel 1990 fu finalista del Premio nazionale di poesia Ciudad de Irún con il libro En el parque de los osos, e debuttò anche come sceneggiatore cinematografico per i cortometraggi Métode e Escritó, escritó prodotti da Polidexter. Nel 1991 collaborò con due piéces teatrali, Avorrit e Rosie, nell'allestimento SI SI SI TI VI ZRI di Flux Teatre; sempre nello stesso anno fu pubblicata la seconda edizione di El sabor de tu boca borracha.
Nel 1993 si avvicinò al mondo musicale come compositore e paroliere del gruppo Alicia Golpea pubblicando Cante mexicano (Discos Homemade). Fu inoltre co-sceneggiatore del cortometraggio Me odio y quiero morir: diario de un pollo grunge, prodotto sempre da Polidexter. Nel 1994 il gruppo Alicia Golpea pubblicó Locos en tiempo perdido (Discos Homemade). Nel 1996 pubblicò il suo secondo libro di poesie, Ilusiones y sueños de 10.000 maletas (Madrid, Ed. Libertarias/Prodhufi) e con Alicia Golpea pubblicò La Báscula. Directo (Discos Homemade). Nello stesso periodo iniziò la collaborazione come critico letterario per la rivista Ajoblanco. 
Nel 1998 pubblicò il suo primo saggio di argomento musicale, Bee Gees: La importancia de ser un grupo pop (Editorial Júcar) e nel 2001 se publicó En el parque de los osos (Ed. Ayuntamiento de Málaga), libro di poesie con prefazione di Jordi Virallonga. Vinse inoltre il Secondo Premio di narrativa EPSON con il racconto Elvis Presley, Rey del Universo e ottenne la menzione speciale al concorso di Racconti brevi ICAB con Decepciones amorosas, babuinos machos y mendigas bosnias. Iniziò inoltre la collaborazione come critico letterario con il quotidiano Avui (dal 2011 El Punt Avui), tuttora in corso.
Nel 2003 pubblicò il suo secondo saggio di argomento musicale, De Ville: El hombre a quien Rosita robó el televisor (Editorial Milenio) e alcune sue poesie furono incluse nelle antologie Por estar aquí. Antología de poetas catalanes en castellano (1980-2003) (Ed.Bartleby), curata da Manuel Rico, e 11 M: Poemas contra el olvido con la poesia inedita Si existe un paraíso. Nel 2004 vinse il premio Valencia di poesia con il libro Algunas maneras de olvidar a Gengis Khan (Ed. Hiperion), pubblicato in novembre; nello stesso anno collaborò come paroliere al brano El hijo de nadie per il disco Arte y ensauyo di Loquillo & Trogloditas e come opinionista per la rivista musicale RUTA 66. Sempre dal 2004 è coordinatore del ciclo Els Narradors del Carmel per la biblioteca El Carmel-Juan Marsé di Barcellona.
Nel 2008 diede una svolta alla propria carriera pubblicando il suo primo romanzo Nadie ama a un hombre bueno (Editorial Quadrivium). L'anno successivo collaborò con Nuria Villazán alla sceneggiatura di Érase una vez Juan Marsé e pubblicò il suo primo romanzo poliziesco Tarde, mal y nunca (Saymon Ediciones) con cui vinse l'anno successivo il Premio Brigada 21 come Miglior Romanzo di esordio in castigliano. Per lo stesso libro fu inoltre finalista del Memorial Silverio Cañada per il miglior romanzo giallo di esordio del 2009. Nello stesso anno diede alle stampe il suo quinto libro di poesie, Tic tac Tic tac (Ediciones Carena).
Nel 2011 Tarde, mal y nunca fu ripubblicato nella collana Serie Negra dell'editore RBA; ne furono inoltre acquistati i diritti per la traduzione in italiano (casa Edizioni), in inglese (Other Press NY), in francese (Asphalte) e in olandese (De Geus). Sempre nel 2011 fu distribuito in forma digitale, nella collana Bichos de la web Sigueleyendo, il racconto El gato con botas de gamuza azul, rivisitazione originale della famosa fiaba Il gatto con gli stivali. A gennaio 2012 fu pubblicato nella collana Serie Negra di RBA il suo terzo romanzo giallo, No llames a casa, di cui il regista basco Daniel Calparsoro ha acquistato i diritti per una trasposizione cinematografica,. A maggio 2013 No llames a casa vinse il premio come miglior romanzo nel concorso Valencia Negra.
A gennaio 2014 diede alle stampe Yo fui Johnny Thunders,, romanzo che lo ha confermato come uno dei nuovi autori più promettenti del genere poliziesco, con uno stile letterario paragonabile a quello di Jim Thompson. Nel 2015 con questo libro ha vinto il Premio Hammett nell'ambito della Settimana del Giallo di Gijón. Nel 2017 l'editore Planeta gli commissionò l'incarico di resuscitare il personaggio dell'ispettore Pepe Carvalho creato dal defunto scrittore Manuel Vázquez Montalbán e nel 2019 è stato pubblicato Carvalho. Problemi di identità (Carvalho: problemas de identidad), tradotto in diverse lingue tra cui l'italiano

## Opere

### Poesia
- El sabor de tu boca borracha, 1989
- Ilusiones y sueños de 10.000 maletas, 1996
- En el parque de los osos, 2000
- Algunas maneras de olvidar a Gengis Khan, 2004
- Tic tac Tic tac, 2010
- Yo vivía aquí, 2013
- Banco de sangre, 2017

### Antologie di poesia
- Por vivir aquí. Antología de poetas catalanes en castellano (1980-2003), 2003
- 11-m: poemas contra el olvido, 2003 (Bartleby Ediciones)

### Saggi musicali
- Bee Gees: la importancia de ser un grupo pop, 1998
- Willy De Ville: el hombre a quien Rosita robó el televisor, 2003

### Romanzi
- Nadie ama un hombre bueno, 2008
- Tarde, mal y nunca, 2009
- No llames a casa, 2012
- Yo fui Johnny Thunders, 2014
- Marley estaba muerto, 2015
- Taxi, 2017
- Carvalho. Problemi di identità (Carvalho: problemas de identidad), 2019

### Racconti
- El gato con botas de gamuza azul, 2011